# Guillaume Dupuytren

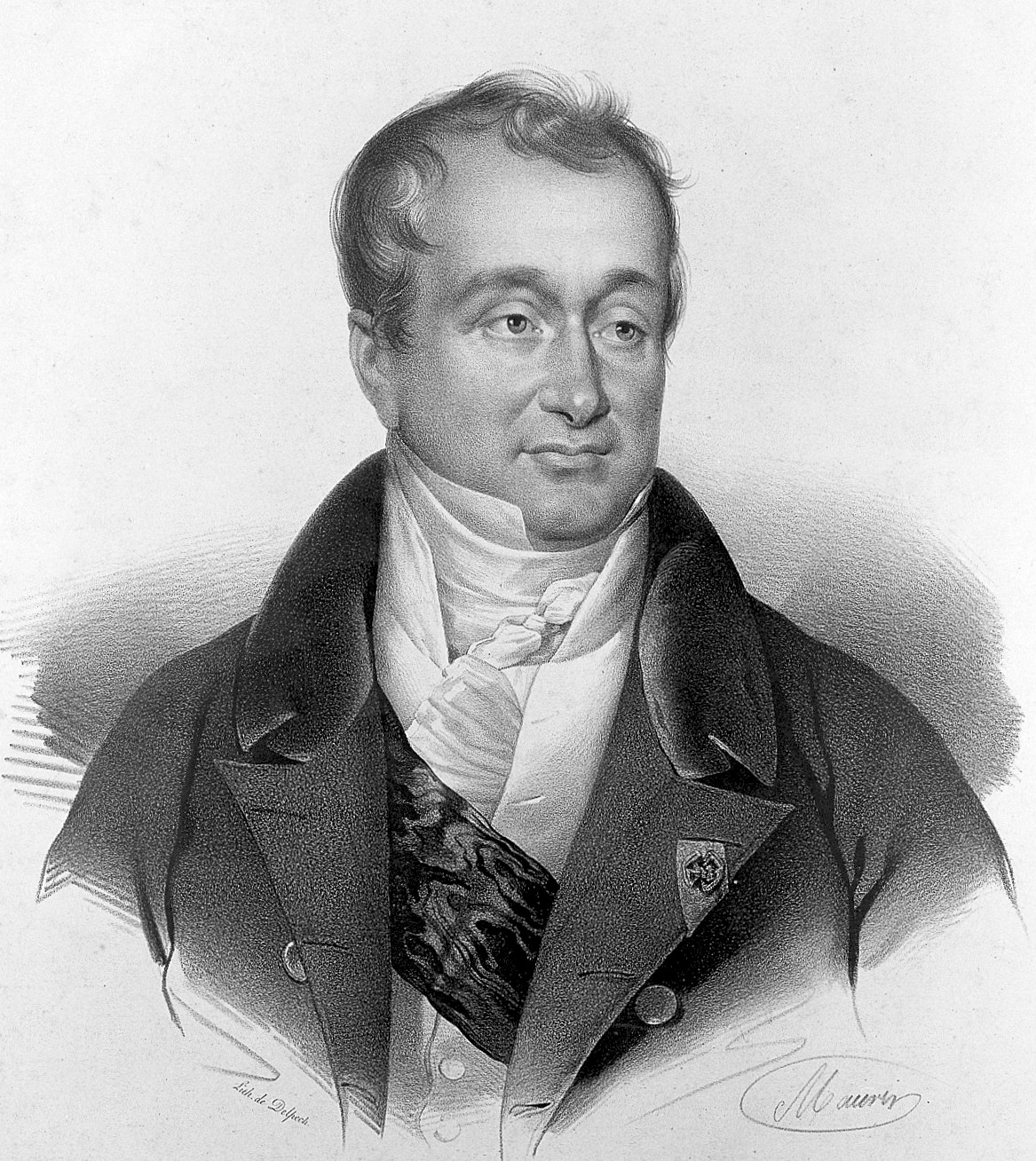
Baron Guillaume Dupuytren

Guillaume Dupuytren (* 5. Oktober 1777 in Pierre-Buffière bei Limoges; † 8. Februar 1835 in Paris) war ein französischer Chirurg.

## Biografie
Dupuytren wurde in Pierre-Buffière, einem Vorort der Stadt Limoges, geboren. Er war Sohn von Jean-Baptiste Dupuytren (* 1754), einem Juristen am Parlament von Bordeaux, und seiner seit dem 9. Januar 1776 angetrauten Ehefrau Marguerite Faure. Von seinen Geschwistern sind Marie Dupuytren (1785–1861) und Émile Pierre Dupuytren (* 1791) bekannt. Seine Großeltern waren der Chirurg François Dupuytren (* 1725) und Marie Martin de Laubépie. In seinen frühen Lebensjahren hatte er erbärmliche Bedingungen zu ertragen.
Dupuytren begann die schulische Ausbildung am Collège de la Marche in der Rue de la montagne Sainte-Geneviève. Es war die Zeit der inneren Unruhen Frankreichs – Patrie en danger – und so reifte bei Dupuytren der Wunsch, zum Militär zu gehen. Zwischen 1789 und 1793 begleitete er einen Offizier und studierte in Paris am Collège de Colonies. Nach Abschluss seiner ersten Ausbildung, die er mit zwölf Jahren begonnen hatte, wollte der junge Dupuytren definitiv zum Militär. Sein Vater stellte sich diesem Wunsch entgegen und schrieb ihn 1793 als Praktikant im Hôpital Saint-Alexis de Limoges ein. Doch der 17-jährige Dupuytren setzte sich durch, ging nach Paris und fand dort Unterstützung vom Internisten Auguste Thouret (1748–1810), dem Generalinspektor der Krankenhäuser, der sich außer um Dupuytren auch um Philibert-Joseph Roux (1780–1854) und Jean-Louis Alibert (1768–1837) kümmerte. Er studierte an der École de Santé Medizin. Dupuytren besuchte in Paris zusätzliche akademische Veranstaltungen, etwa von Jean-Nicolas Corvisart und dem Chirurgen Alexis Boyer am Hôpital de la Charité, belegte Kurse bei Philippe Pinel im Hôpital de la Salpêtrière und bei Georges Cuvier im Jardin des Plantes.
Mit seiner Dissertation Propositions sur quelques points d’anatomie, de physiologie, et d’anatomie pathologique wurde er  1803 in Paris promoviert.

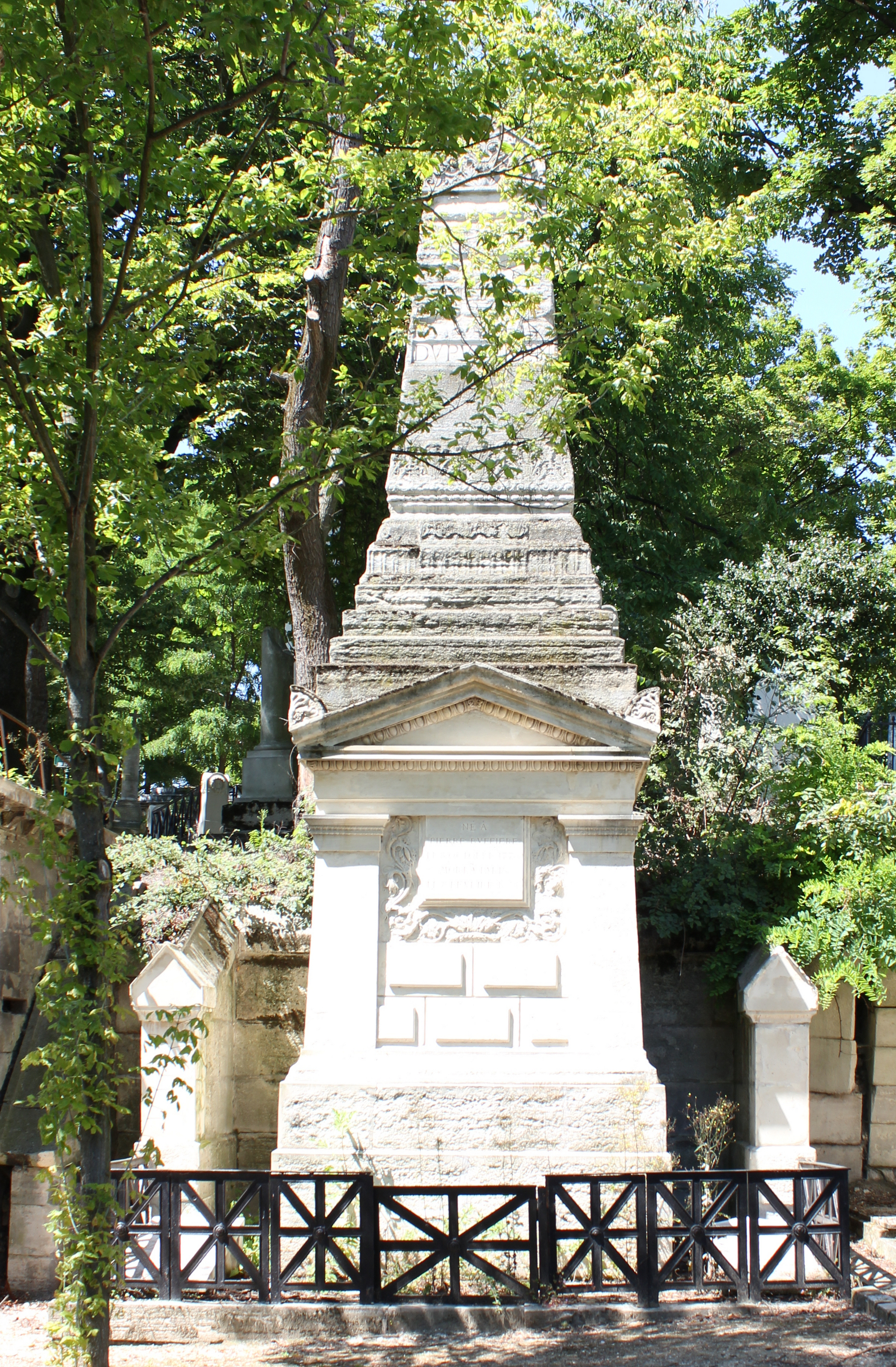
Dupuytrens Grab auf dem Friedhof Père-Lachaise

Die älteste Tochter Adelaide des Pariser Chirurgen Alexis Boyer war Dupuytrens Verlobte; sie entschied sich aber für einen Kollegen von Dupuytren, den Chirurgen Philibert-Joseph Roux. Dupuytren heiratete dann Geneviève Eugénie Saint-Olive (1794–1866). Sie hatten eine Tochter, Adélaïde Geneviève Dupuytren (1810–1885).
1802 begann Dupuytren seine Tätigkeit als Chirurg am Hôtel-Dieu de Paris, 1808 wurde er zum Chefarzt-Assistenten ernannt. Schon 1812 erhielt er den Lehrstuhl für Chirurgie von Raphael Bienvenu Sabatier (1732–1811) und 1815 wurde er Nachfolger von Philippe-Jean Pelletan (1747–1829). Vermeintliche Feinde bekämpfte Dupuytren rücksichtslos mit Intrigen. Im Umgang mit dem Patienten, seiner Krankengeschichte und der Nachbehandlung übte er Sorgfalt. Er soll neben der Krankenhausarbeit jährlich bis zu 10 000 Patienten behandelt haben. Bei seinem hohen Ansehen wurde er Leibarzt von Ludwig XVIII. und Karl X. Ersterer verlieh ihm den Adelstitel „Baron“.
1833 erlitt Dupuytren einen minimalen Schlaganfall. Zur Rekonvaleszenz unterbrach er seine Tätigkeiten und begab sich auf eine Reise nach Italien. Nach seiner Rückkehr praktizierte er wieder als Arzt und nahm auch seine Lehrtätigkeit wieder auf. Bei sich weiter verschlechternder Gesundheit verstarb er im Jahr 1835. Seine Grabstätte liegt im östlichen Teil des Pariser Friedhofs Père-Lachaise in der 38. Abteilung.
1834 setzte Dupuytren ein Testament auf und vergab, im Falle seines Todes, 200 000 Francs für den Aufbau eines neuen Lehrstuhls der Pathologischen Anatomie sowie den Aufbau eines Museums (Musée Dupuytren in Paris), dem er seine umfangreiche Präparatesammlung zukommen ließ. Der Inhaber dieses Lehrstuhls wurde sein Freund und Protegé, der Pathologe und Anatom Jean Cruveilhier.
Seit 1825 war er Mitglied der Académie des sciences.

## Wissenschaftliche Leistungen

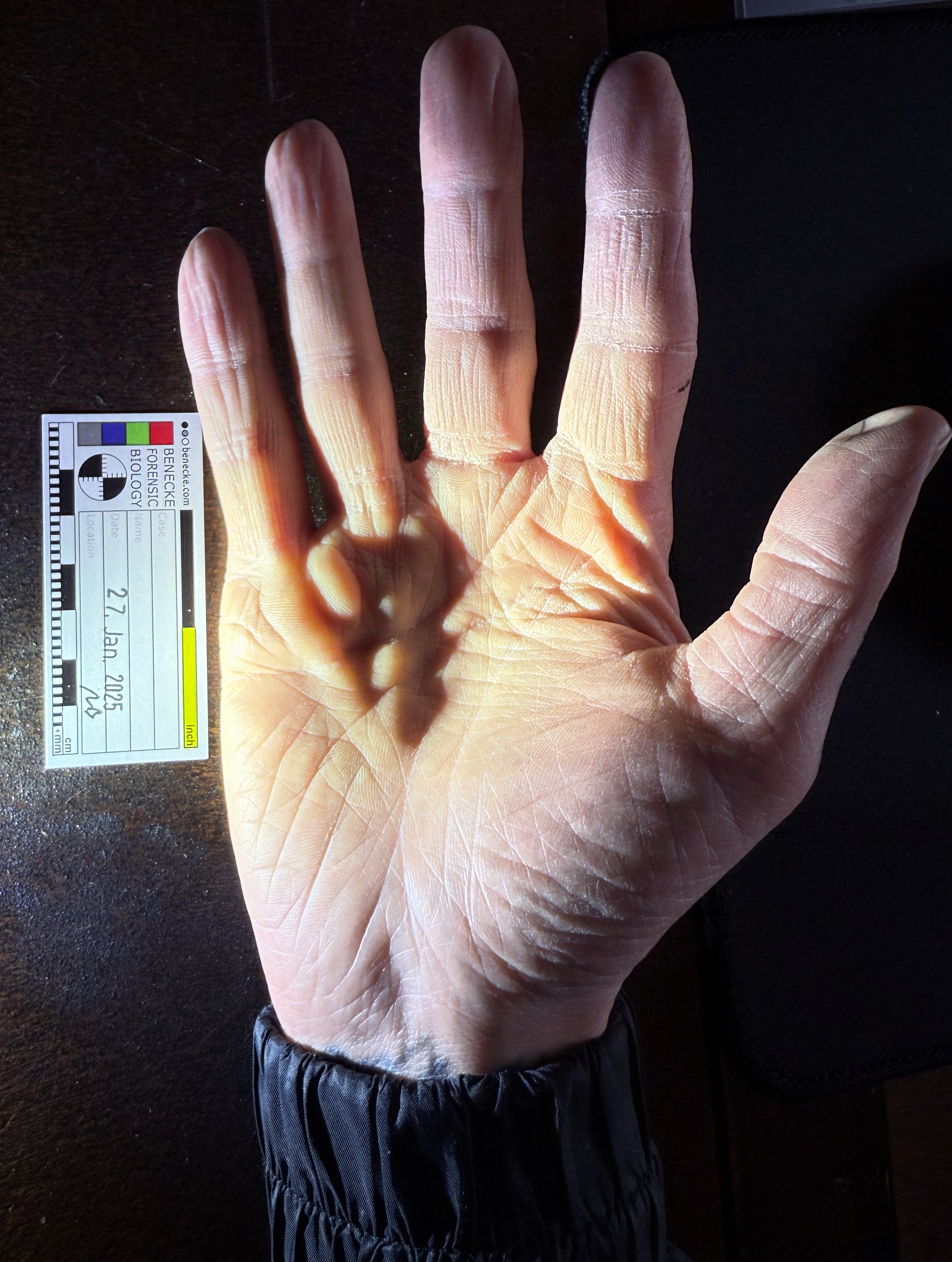
Rechte Hand eines Morbus Dupuytren-Patienten

Der Pathologe, Diagnostiker und Operateur war Leibchirurg Ludwigs XVIII. und Karls X. und ab 1812 Professor für operative Chirurgie am Hôtel-Dieu de Paris. Dort unternahm er während einer Cholera-Epidemie (1815/16) Versuche, Geschwüre mit Flusssäure zu behandeln, von deren Ätzwirkung seine Freunde Joseph Louis Gay-Lussac und Louis Jacques Thénard zuvor ausführlich berichtet hatten. Die äußerst schmerzhaften Erfahrungen der Patienten beendeten Dupuytrens Versuche, schreckten aber André-Marie Ampère nicht von weiteren Empfehlungen der Säure ab.  Auf Grund von Dupuytrens Arbeiten auf dem Gebiet der Gefäß- und Extremitätenchirurgie wurden zahlreiche medizinische Fachausdrücke und Operationen nach ihm benannt. 1832 beschrieb er die operative Behandlung des nach ihm benannten Morbus Dupuytren (Palmarfibromatose), einer gutartigen Erkrankung des Bindegewebes der Handinnenfläche.
Zahlreiche Mediziner aus Deutschland besuchten ihn, zum Beispiel Himly um 1824, Baum im Sommer 1825 und Stromeyer 1828.

„[…] rien n’est plus à redouter pour un homme que la médiocrité […]“

(Übersetzt: Nichts sollte ein Mann so sehr fürchten wie die Mittelmäßigkeit.)

## Veröffentlichungen (Auswahl)
- Leçons orales de clinique chirurgicale. 4 Bände. 1832–1834.
- Traité théorétique des blessures par armes de guerre. 2 Bände. 1834; deutsch: Theoretisch-praktische Vorlesungen über die Verletzungen durch Kriegswaffen. Unter Mitwirkung von C. F. von Graefe, aus dem Französischen bearbeitet von M. Kalisch, Veit & Comp., Berlin 1836.
- Klinisch-chirurgische Vorträge im Hotel-Dieu zu Paris. Ges. u. hrsg. v. e. ärztl. Verein. Für Deutschland bearb. v. Emil Bech/Rudolph Leonhardi, Baumgärtner, Leipzig, 1834
- On the injuries and diseases of bones by Guillaume Dupuytren, 1847.
- Lesions of the Vascular System, Diseases of the Rectum, and other surgical complaints by Guillaume Dupuytren, 1854.